# 小行星36036
小行星36036（36036 Bonucci）是一颗绕太阳运转的小行星，为主小行星带小行星。该小行星于1999年8月19日发现。
該小行星以義大利大提琴家及業餘天文攝影師阿圖羅·博努奇（Arturo Bonucci）命名。

## 轨道参数
小行星36036的轨道半长轴为441 693 446 km，2.9524963 UA，离心率为0.047。